# Baby, Please Don’t Go
Baby, Please Don’t Go – piosenka australijskiej grupy hardrockowej AC/DC, cover utworu autorstwa Big Joego Williamsa, pochodząca z ich pierwszego albumu studyjnego High Voltage, wydana 17 lutego 1975 nakładem Albert Productions. Jest to pierwszy singel nagrany z wokalistą Bonem Scottem. Piosenka była wykonywana na żywo aż do śmierci Scotta, potem przestano ją grać. Pewnego razu gdy Scott wykonywał utwór, przebrany był za szkolną dziewczynę w blond włosach. Piosenka znalazła się również na ep '74 Jailbreak z 1984 oraz na DVD The Family Jewels i Rough & Tough z 2005.